# 7038 Tokorozawa
7038 Tokorozawa è un asteroide della fascia principale. Scoperto nel 1995, presenta un'orbita caratterizzata da un semiasse maggiore pari a 3,1984526 UA e da un'eccentricità di 0,1744245, inclinata di 0,53148° rispetto all'eclittica.
L'asteroide è dedicato all'omonima città nella prefettura di Saitama dove venne inaugurato nel 1911 il primo aeroporto giapponese.